# Sunye
Min Sun-ye (sinh ngày 12 tháng 8 năm 1989), nghệ danh là Sunye hay Sun, là một nhà truyền giáo, diễn viên Hàn Quốc, cựu thành viên nhóm nhạc Wonder Girls.

## Tiểu sử
Sunye sinh ngày 12 tháng 8 năm 1989, tại Seoul. Cô học trường trung học nghệ thuật Hàn Quốc và đại học Dongguk. Năm 2001, Sunye được JYP Entertainment phát hiện trong dự án "Thử thách 99%" của Park Jin-young, nơi cô hát và nhảy. Sau đó cô được đào tạo tại JYP Entertainment cho đến khi cô ra mắt trong Wonder Girls năm 2007. Sun là một trong những thực tập sinh phục vụ lâu nhất tại JYP Entertainment, cùng với Jo Kwon của 2AM và Min of miss A.

## Sự nghiệp

### Wonder Girls

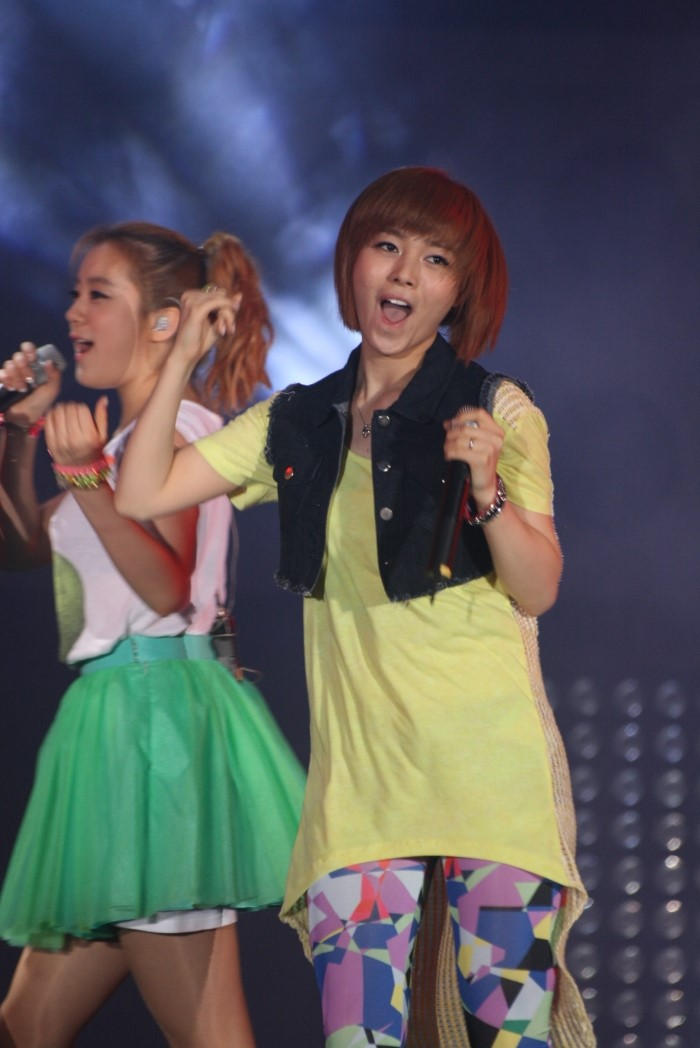
Sunye (phải) biểu diễn cùng với người bạn cùng nhóm cũ Hyelim vào năm 2012.

Năm 2006, Sunye được tiết lộ là thành viên đầu tiên của Wonder Girls, với tư cách là trưởng nhóm và ca sĩ chính trong nhóm do JYP Entertainment quản lý, với đĩa đơn đầu tay "Irony" vào năm 2007  Vào ngày 26 tháng 1 năm 2013, JYP Entertainment đã xác nhận rằng Sunye sẽ ngừng quảng cáo chính thức của cô với Wonder Girls ngay trước khi kết hôn với James Park, chồng chưa cưới người Canada gốc Hàn của cô. Sau tin tức này, công ty đại diện này đã trấn an người hâm mộ rằng nhóm không tan rã và Sunye sẽ không từ bỏ vị trí là thành viên của nhóm bất kể tình trạng không hoạt động của cô.

### Sự nghiệp ca hát
Sunye đã đóng góp giọng hát của mình trên các bài hát của nhiều nghệ sĩ Hàn Quốc, bao gồm "Năng lượng" của Mighty mouth và "Buổi chiều tách biệt" của Park Jin-young. Cô đã thu âm đĩa đơn "Có thể" cho nhạc phim của bộ phim truyền hình nổi tiếng KBS Hàn Quốc, Dream High. Vào tháng 11 năm 2010, Sunye đã thu âm "This Christmas" với các bạn cùng nhóm JYP của cô ấy như là ca khúc chủ đề cho sự ra mắt của JYP Nation với một video âm nhạc tiếp theo được phát hành vào ngày 1 tháng 12 năm 2010 